# Vibe
Vibe är en amerikansk musiktidning grundad av musikkompositören Quincy Jones år 1993. Tidningen fokuserar på musikgenrerna R&B och hiphop och innehåller intervjuer med artister, recensioner och andra musiknyheter. 
När produktionen stängdes ner sommaren år 2009 köptes tidningen upp av InterMedia Partners och ges nu ut varje kvartal med dubbla omslag och större internetnärvaro än tidigare. Tidningens stora framgångar har sagts bero på att tidningen tar upp en större variation av intressen än sina närmaste konkurrenter The Source Magazine och XXL Magazine. 